# Wolinia
Wolinia (deutsch Wollin, slowinzisch Vʉ̀ɵ̯lämɵ) ist ein Dorf im Powiat Słupski (Stolper Kreis) der polnischen Woiwodschaft Pommern.

## Geographische Lage
Das Dorf liegt in Hinterpommern, an der Westseite des Lebatals, etwa 16 Kilometer nordwestlich der Stadt Lauenburg in Pommern, 16 Kilometer südlich der Stadt Leba und drei Kilometer südlich des Dorfs Cecenowo (Zezenow).

Wollin, nordwestlich von Lauenburg in Pommern und südlich der Stadt Leba, auf einer Landkarte von 1910

## Geschichte
Das ehemalige Rittergut Wollin war in älterer Zeit ein Lehen der Familie Puttkamer, die dort seit mindestens dem Jahr 1457 ein Stammhaus hatte. Der Gut wurde stets im gleichen Mannesstamm  weitervererbt, wobei seit der zweiten Hälfte des 16. Jahrhunderts Erbteilungen vorkamen. 1523 wird Baltzar to puttkummer to Wollineke genannt. Im Jahr 1590 hatte Wollin noch dreizehn Bauernhöfe, von denen allerdings einige unbewirtschaftet waren, und sechs Kossäten. Am Anfang des 17. Jahrhunderts war Albrecht Puttkamer der Gutsbesitzer. In einem 1621 zu Groß Stepenitz von dem pommerschen Herzog Bogislaw X. ausgefertigten Gnadenbrief wird der Familie Puttkamer  das Recht freier Fischerei in der Leba auf den beiden Feldmarken Wollin und Zezenow von Podel bis Poblotz eingeräumt, jedoch unter Ausklammerung des Lachsfangs, den der Herzog für sich selbst beanspruchte.
Anfang des 18. Jahrhunderts wurde Wollin durch den in polnischen und russischen Diensten zu Reichtum gelangten Georg-Dietrich von Puttkamer wieder in einer Hand vereinigt. Bis 1715 erwarb er alle Anteile an Wollin zusammen. Er ließ ein repräsentatives Gutshaus erbauen, das von seinem Sohn gleichen Namens erweitert wurde. Um 1780 gab es in Wollin ein Vorwerk, eine wassergetriebene Mahl- und Häckselmühle, acht Vollbauern, sechs Halbbauern, sechs Kossäten, einen Gasthof, eine Schmiede, einen Schulmeister, auf der Feldmark das Vorwerk Morhof mit einer Reihe von Kolonistenhäusern, eine Ziegelei, einen Kalkofen und insgesamt 82 Haushaltungen. Um 1800 gab es nur noch wenige Kaschubisch sprechende Dorfbewohner.
1878 verlor Baron Georg von Puttkamer das Gut Wollin durch außergewöhnliche Umstände; er hatte einem Geschäftspartner einen Blankoscheck ausgestellt. Das Gut kam danach an Philipp Georg von Braunschweig, der damit Herr auf Sorchow, Groß Podel und Wollin war.

Gutshaus Wollin
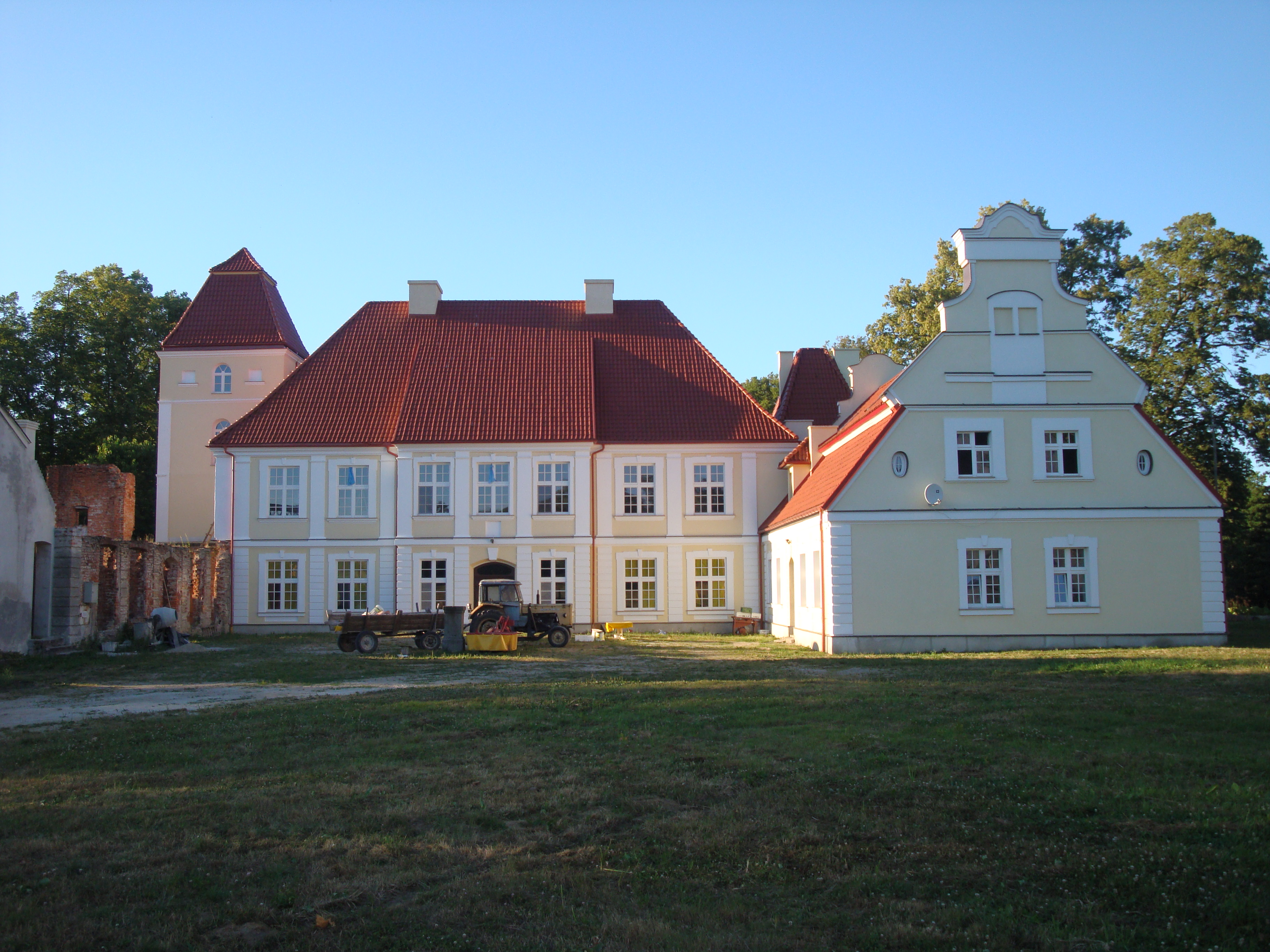
Gutshaus im Jahr 2010
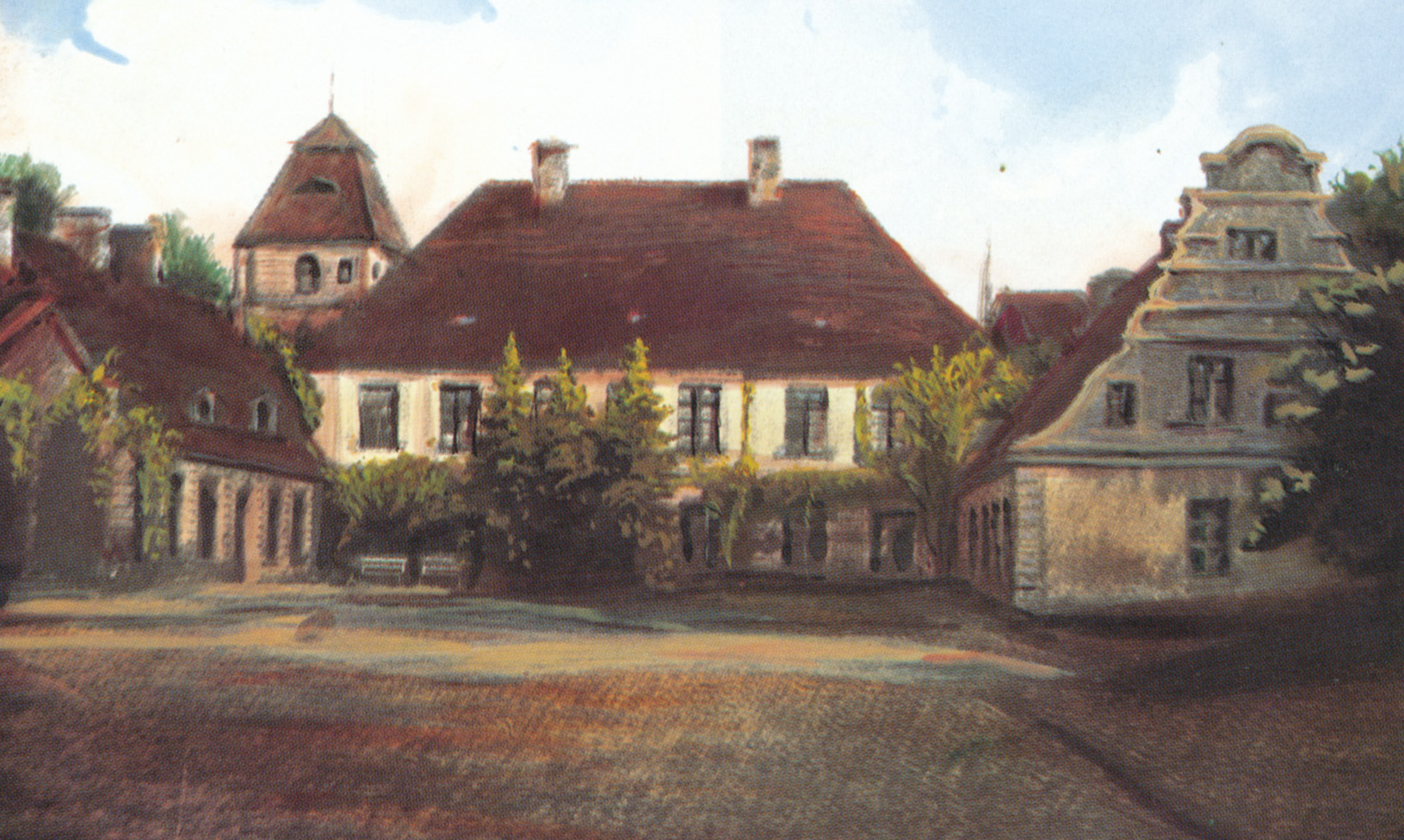
Ölgemälde des Gutshauses aus der zweiten Hälfte des 19. Jahrhunderts

Am 1. April 1927 hatte das Gut Wollin eine Flächengröße von 1281 Hektar, und am 16. Juni 1925 hatte der Gutsbezirk 350 Einwohner. Am 30. September 1928 wurde der Gutsbezirk Wollin in die Landgemeinde Wollin eingegliedert.
Anfang der 1930er Jahre hatte die Landgemeinde Wollin eine Flächengröße von 15,3 km². Innerhalb der Gemeindegrenzen standen insgesamt 57 bewohnte Wohnhäuser an zwei verschiedenen Wohnstätten:
1. Friedrichswerder
2. Wollin

Um 1935 gab es im Dorf einen Gasthof und einen Gemischtwarenladen.
Vor 1945 gehörte die Landgemeinde Wollin zum Landkreis Stolp im Regierungsbezirk Köslin  der Provinz Pommern. Auf dem Gemeindegebiet gab es neben dem Dorf Wollin den Wohnplatz Friedrichswerder. Auf der insgesamt 1823 Hektar großen Gemeindefläche standen 57 Wohngebäude. 1938 wurden insgesamt 91 Haushaltungen und 402 Einwohner gezählt.

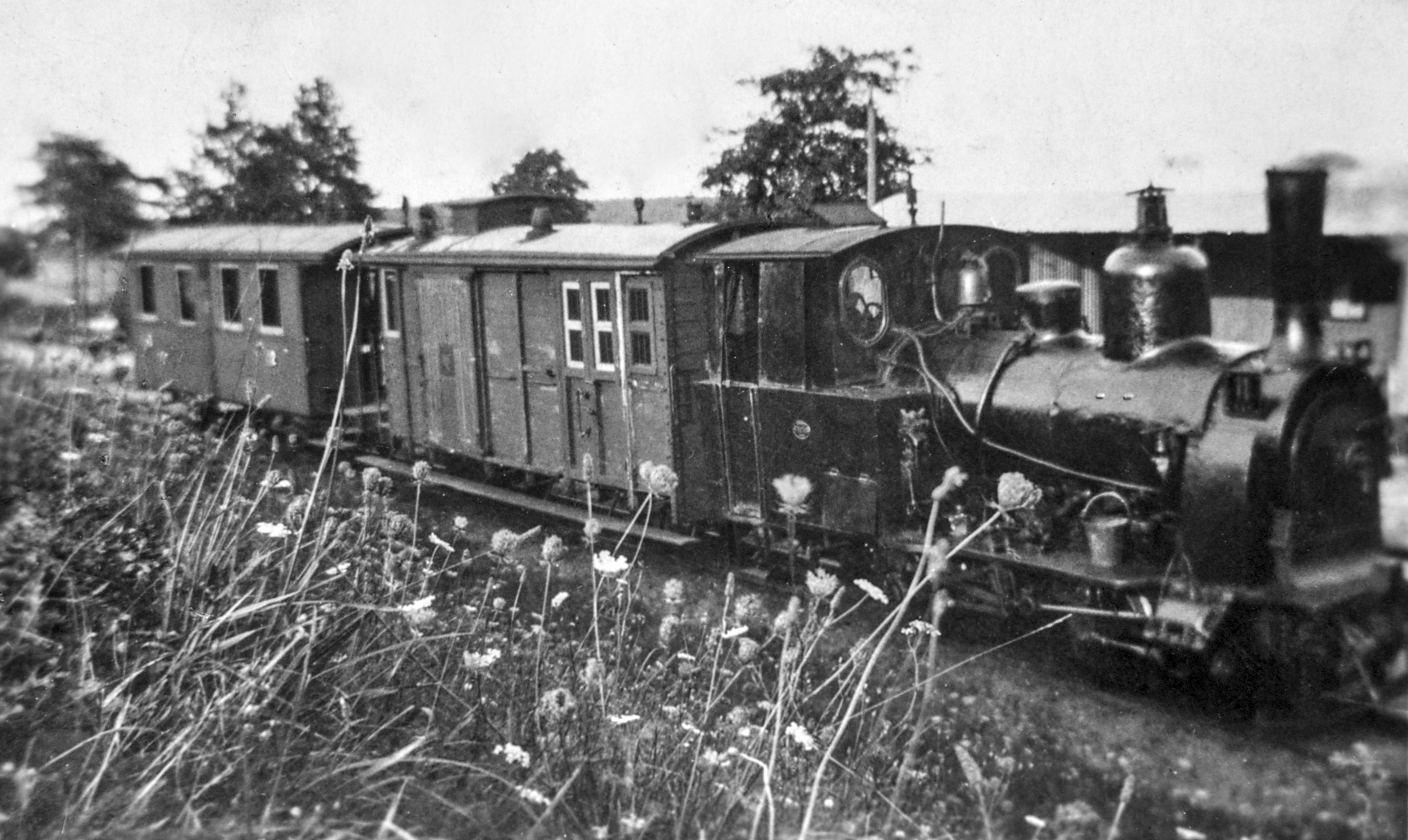
Personenzug der Stolper Kreisbahn am Haltepunkt Wollin (etwa um 1925)

Von 1902 bis 1933 war die Gemeinde mit einem eigenen Haltepunkt an die Stolper Kreisbahn (ab 1930 Stolper Kreisbahn AG) angeschlossen. Die 750-mm-Schmalspurbahn verband Wollin mit Stolp und Zezenow. Im Zuge der Umspurung der Bahn im November 1933 auf Normalspur verlor die Gemeinde ihren direkten Bahnanschluss. Der neue Endpunkt der Bahn lag seither im benachbarten Dargeröse.
Gegen Ende des Zweiten Weltkriegs wurde Wollin am 9. März 1945 kampflos von der Roten Armee besetzt, begleitet von Plünderungen, Misshandlungen und Vergewaltigungen. Bald darauf wurde Hinterpommern zusammen mit Westpreußen und der südlichen Hälfte Ostpreußens von der Sowjetunion der Volksrepublik Polen zur Verwaltung überlassen. Danach trafen polnische Zivilisten im Dorf ein, von denen die einheimischen Dorfbewohner aus ihren Häusern und Gehöften gedrängt wurden. Am 25./26. Juli 1945 wurde ein polnisches Verwaltungsbüro eingerichtet. Das deutsche Dorf Wollin wurde unter der polonisierten Ortsbezeichnung ‚Wolinia‘ verwaltet. In der Folgezeit wurden die allermeisten einheimischen Dorfbewohner von der polnischen Administration aus Wollin vertrieben.
Im Jahr 1953 gab es in Wollin noch 23 deutsche Familien, von denen allerdings nur sechs ursprünglich aus Wollin stammten.
Nach Kriegsende wurden in der BRD 154 und in der DDR 160 aus Wollin  vertriebene Dorfbewohner ermittelt.

### Demographie
| Jahr | Einwohner | Anmerkungen                                   |
| ---- | --------- | --------------------------------------------- |
| 1818 | 251       | Dorf, mit einer Wassermühle, adlige Besitzung |
| 1852 | 511       | [ 11 ]                                        |
| 1925 | 489       | ausnahmslos Evangelische                      |
| 1933 | 492       | [ 12 ]                                        |
| 1939 | 455       | [ 12 ]                                        |

Im Jahr  2008 wurden 322 Einwohner gezählt.

## Söhne und Töchter des Orts
- Georg-Dietrich von Puttkamer (1681–1754), Militär in polnischen und russischen Diensten, Landrat und Gutsherr